# Nicholas Rémy
Nicholas Rémy, född 1530, död 1616, var en fransk jurist och domare. 
Nicholas Rémy föddes i en ämbetsmannafamilj i Charmes. Han studerade juridik vid universitetet i Toulouse, och praktiserade sedan i Paris mellan 1563 och 1570. Han efterträdde 1570 sin farbror som fogde i Vosges, och utnämndes 1575 till sekreterare åt hertig Karl III av Lothringen. 
Han gifte sig två gånger och fick många barn, av vilka en son år 1582 uppges ha dödats i en olycka sedan han blivit förbannad av en kvinnlig tiggare sedan Remy vägrat ge henne en allmosa. Detta uppges ha gett upphov till Remys intresse för häxförföljelser. Han åtalade kvinnan för att ha mördat hans son genom trolldom, och såg till att hon blev avrättad. Mellan 1582 och 1592 uppges han ha åtalat hundratals personer för häxeri. År 1592 avslutade han sin karriär som domare och drog sig tillbaka till landsbygden för att undkomma en epidemi av böldpest. Under de följande åren skrev han sin berömda bok om häxeri. 
Han är främst känd som demonolog och utgav boken Daemonolatreiae libri tres (1595), en inflytelserik bok inom området häxprocesser, i vilken han påstod att han hade översett åtalet och avrättningen av över 800 häxor under sina år som domare i hertigdömet Lorraine. Han var influerad av Jean Bodin. Antalet för hans avrättningar är ifrågasatt och obekräftat. Han uppges ha använt verkliga fall om häxeri från arkiven då han sammanställde dem i sin häxbok; men han återförde inte fallen till arkiven efter att ha använt dem som referenslitteratur, vilket innebär att de inte har kunnat bekräftas av forskare. Antalet har påståtts vara mellan 800 och 900. Antalet 125 har kunnat bekräftas som historiska, men det finns ett stort mörkertal för fall som kan ha inträffat men som inte längre finns dokumenterade.